# 클로이 웹
클로이 웹(Chloe Webb, 1956년 6월 25일 ~ )은 미국의 배우이다.

## 참여 작품
- 레밍턴 스틸
- 트윈스 (1988년 영화)
- 고스트버스터즈 2
- 20달러의 유혹
- 사랑의 동반자
- 위험한 여인
- 더 홀 (1997년 영화)
- 뉴튼 보이즈
- 프랙티컬 매직
- 저징 에이미
- 하우스 (드라마)
- 두 남자와 1/2
- 고스트 & 크라임
- CSI: 과학수사대
- 셰임리스 (2011년 드라마)